# BLACK MOON RISING
『BLACK MOON RISING』（ブラックムーンライジング）は、2014年9月17日にキングレコード内レーベルEVIL LINE RECORDSより発売されたTeddyLoidの1枚目のオリジナルアルバムである。
「黒い月の裏側に幽閉されたテディ少年」をテーマとしたコンセプト・アルバムになっており、CDブックレットには小説「魔女の宅急便」等の挿絵を手掛ける佐竹美保を起用。最新のEDMから、バックボーンであるフレンチ・エレクトロを主軸としたJ-POP作品に仕上げたとTeddyLoidは語っている。。

## ミュージック・ビデオ

### FOREVER LOVE
ももいろクローバーZ「GOUNN」のPVや、Xperiaシリーズをはじめ数々のCM映像を手がけてきた長添雅嗣が監督を務め、8月13日にTeddyLoidのYouTubeチャンネルでフル・バージョンが公開された。地球にいるTeddyLoid本人と謎の地下組織、レジスタンスの様子が描かれたサイバーパンクMV。

### Black Moon Sympathy
9月01日にTeddyLoidのYouTubeチャンネルでフル・バージョンが公開された。
MISIAやくるり、NTT DoCoMoのディズニーモバイルシリーズ等、数々の作品で知られる中根さや香が監督。ストーリー仕立てのアルバムの舞台となる「黒い月」の無重力空間を全編水中撮影により再現し、神秘的に映像化した。TeddyLoid自身も、長時間にわたる潜水プールでの撮影にトライしている。
この曲は、音楽ゲームの『GROOVE COASTER ZERO』で2014年9月17日に配信され、更に、同年の11月6日には『GROOVE COASTER EX』に収録された。

## 楽曲について
「僕はコンピュータで音楽を作ってますけど、周りからは温度を感じないと言われているコンピュータからも愛を感じるんですね。音楽で一番信頼できるパートナーだし(笑)。パソコンも携帯も使う人によっては武器にもなるけど、僕はそれらを使って人々の感情を揺さぶるような音楽を作って“Unite”したい。」とTeddyLoidは語っている。

## パッケージ
- 初回限定盤：1CD 1DVD
- 通常盤：CD

初回限定盤（品番：KICS-93103）と通常盤（品番：KICS-3103）の2形態でリリースされた。初回限定盤はミュージック・ビデオを収録したボーナスディスクが付く。

## 収録曲
全作詞・作編曲：TeddyLoid
| #         | タイトル                            | 作詞  | 作曲・編曲 | 時間  |
| --------- | ----------------------------------- | ----- | ---------- | ----- |
| 1.        | 「Inception」                       |       |            | 4:32  |
| 2.        | 「Don’t Wanna Lose This Feeling」   |       |            | 4:30  |
| 3.        | 「Black Moon Sympathy」             |       |            | 4:41  |
| 4.        | 「Go Away」                         |       |            | 3:47  |
| 5.        | 「I Can’t Stand Up Alone」          |       |            | 3:57  |
| 6.        | 「Teddy Boy Strut」                 |       |            | 1:51  |
| 7.        | 「The Killing Field」               |       |            | 3:40  |
| 8.        | 「黒い月の女王のテーマ」            |       |            | 3:19  |
| 9.        | 「Black Appolo Will Soon Take Off」 |       |            | 4:08  |
| 10.       | 「White Out」                       |       |            | 3:54  |
| 11.       | 「Faded Pictures」                  |       |            | 4:49  |
| 12.       | 「Let The Muzik Play」              |       |            | 4:42  |
| 13.       | 「Without You」                     |       |            | 3:55  |
| 14.       | 「Forever Love」                    |       |            | 4:53  |
| 15.       | 「Black Moon Rising」               |       |            | 15:50 |
| 合計時間: | 合計時間:                           | 72:00 |            |       |